# 罗伯托·鲁索
罗伯托·鲁索（義大利語：Roberto Russo，1997年2月27日—）是一位意大利排球运动员，效力于意大利国家男子排球队和意超佩魯賈排球俱乐部，司职副攻。鲁索随国家队夺得了2022年世界锦标赛冠军。

## 个人生活
鲁索曾想成为一名足球运动员。他的叔叔是排球运动员，让他接触了排球运动。